# Lars Eriksson (ur. 1965)
Lars („Lasse”) Eriksson (ur. 21 września 1965 w Sztokholmie) – szwedzki piłkarz występujący na pozycji bramkarza. Eriksson rozegrał w reprezentacji swojego kraju 17 meczów w latach 1988–1995, jednakże był rezerwowym na najważniejszych imprezach, gdyż w tamtym okresie podstawowym bramkarzem był Thomas Ravelli.
Rola rezerwowego przypadła mu na Mistrzostwach Świata w 1990, Mistrzostwach Europy w 1992 oraz na Mistrzostwach Świata w 1994; w dwóch ostatnich imprezach wywalczył z drużyną III miejsca.